# Ruben Ramolefi
Ruben Ramolefi (ur. 2 maja 1984) – południowoafrykański lekkoatleta specjalizujący się w biegu na 3000 metrów z przeszkodami.

## Osiągnięcia
- brąz Uniwersjady (Izmir 2005)
- brązowy medal Mistrzostw Afryki w Lekkoatletyce (Bambous 2006)
- 14. miejsce podczas Igrzysk olimpijskich (Pekin 2008)
- wielokrotny mistrz i rekordzista kraju

## Rekordy życiowe
- bieg na 3000 metrów z przeszkodami – 8:11,50 (2011) rekord RPA
- bieg na 2000 metrów z przeszkodami – 5:26,46 (2010)